# Cerkiew św. Bazylego Wielkiego w Hrabovej Roztoce
Cerkiew św. Bazylego Wielkiego w Hrabovej Roztoce – drewniana greckokatolicka cerkiew (nieczynna) parafii Šmigovec. Należy do dekanatu Snina w archieparchii preszowskiej Kościoła katolickiego obrządku bizantyjsko-słowackiego.
Cerkiew powstała w unikatowym typie cerkwi karpackich charakterystycznym dla okolic Sniny, posiada status Narodowego Zabytku Kultury.

## Historia
Cerkiew została wzniesiona w 1750 na wzgórzu ponad miejscowością.
W latach pięćdziesiątych XX wieku została zamieniona na prawosławną, by w latach dziewięćdziesiątych powrócić do grekokatolików, lecz z powodu braku wiernych nie jest użytkowana. W 2000 remontowana zewnątrz. W 2003 okradziona z pięcu ikon.

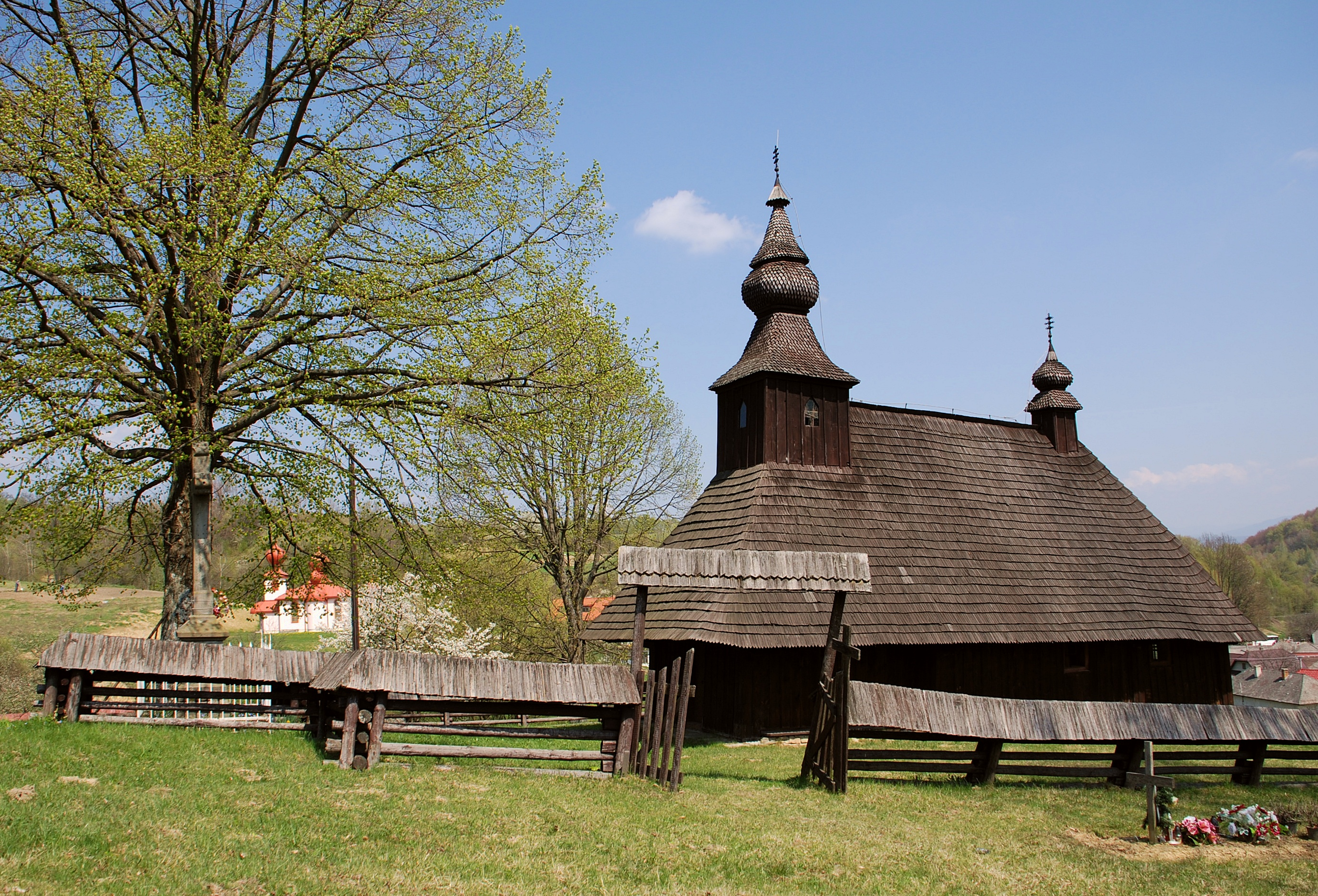
Widok od strony wschodniej
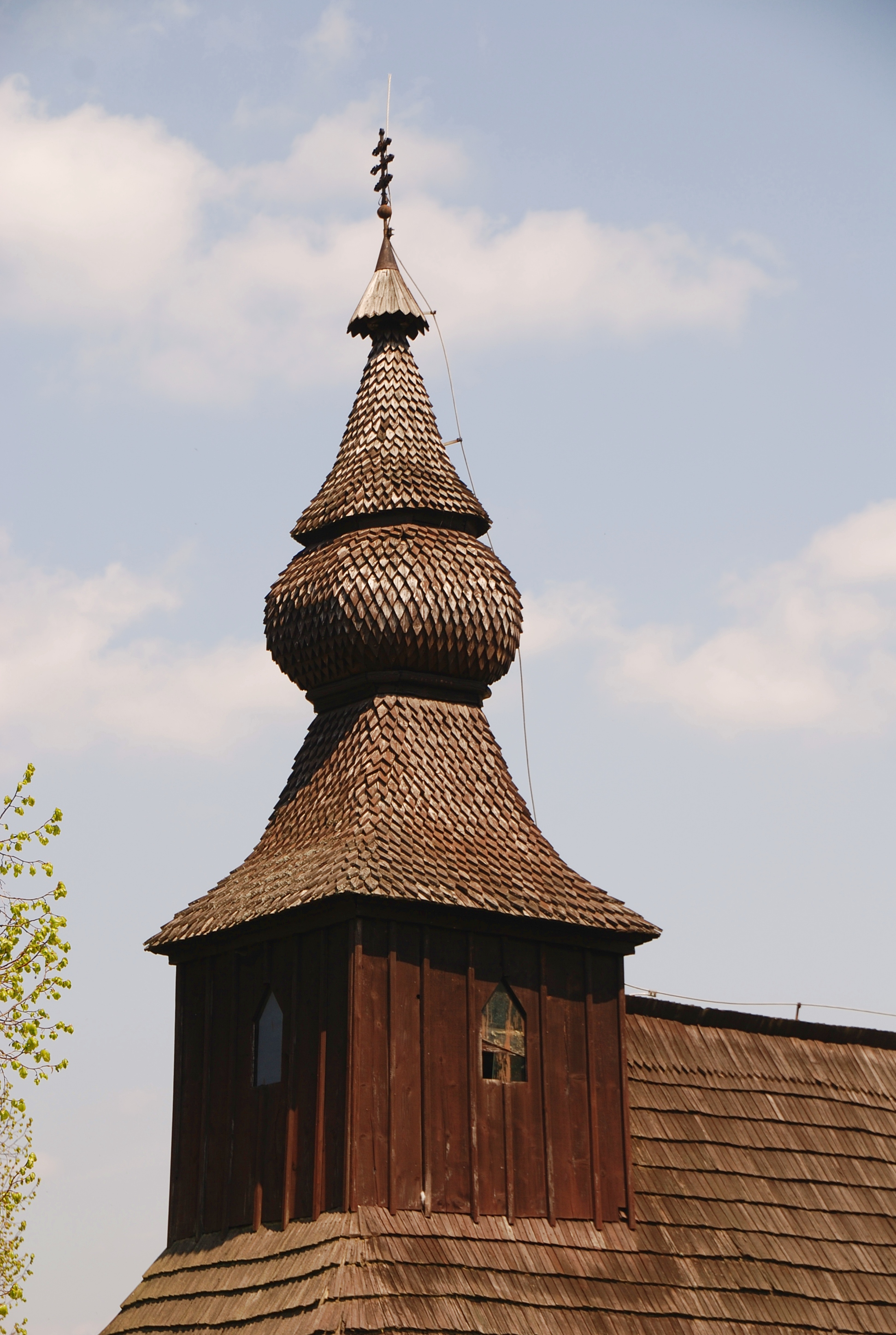
Wieża nad babińcem
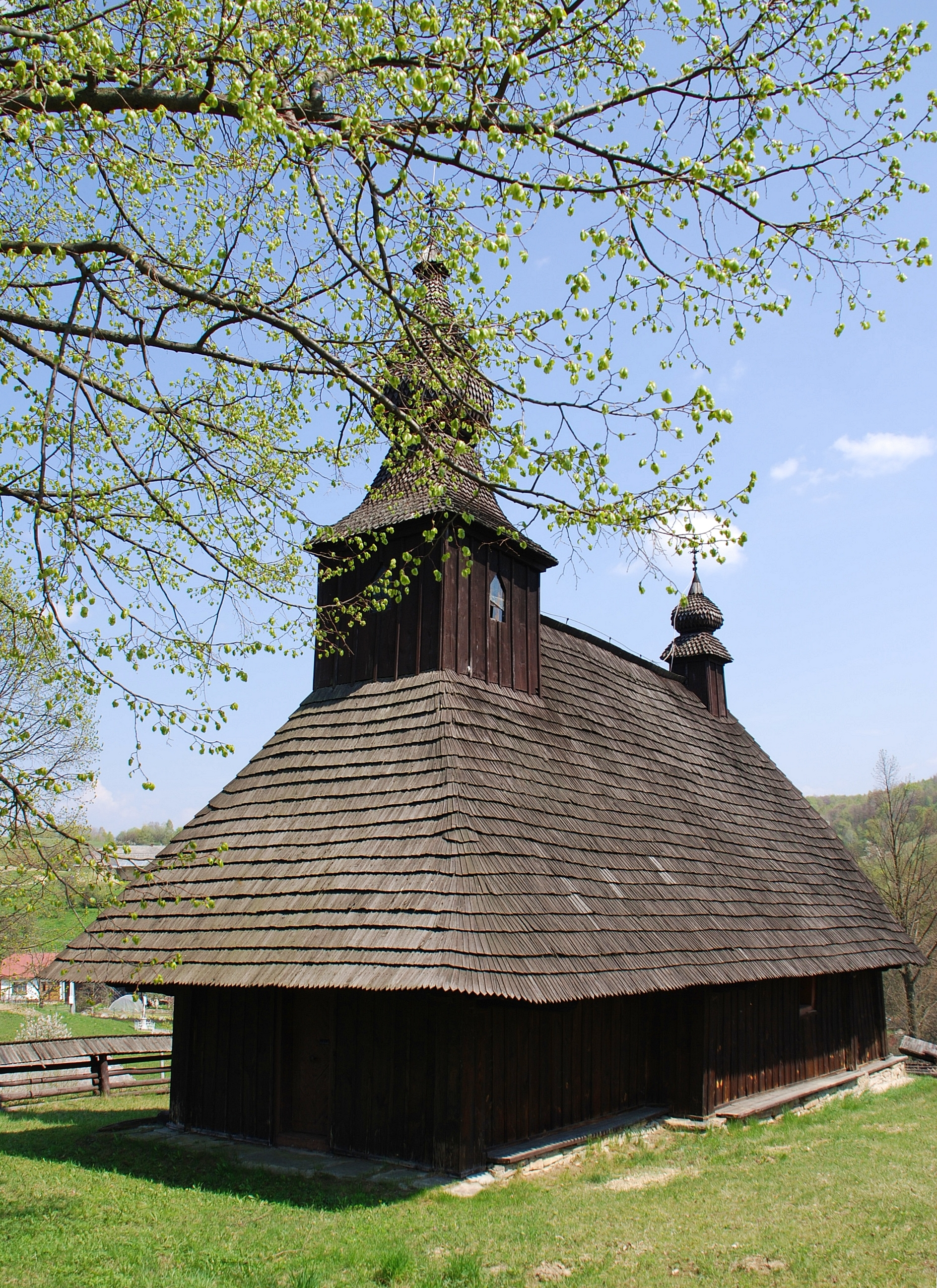
Widok od strony południowej

## Architektura i wyposażenie
Jest to cerkiew drewniana o konstrukcji zrębowej, orientowana na kamiennej podmurówce. Budowla trójdzielna: prezbiterium zamknięte prostokątnie, szersza nawa i babiniec z posadowioną na jego zrębie niską słupową wieżą, z namiotowym daszkiem, zakończoną cebulastą banią, z metalowym krzyżem. W wieży trzy dzwony. Nad prezbiterium druga mała wieżyczka. Całość nakryta jednokalenicowym dachem gontowym z szerokim okapem wokół.
Wewnątrz w prezbiterium niepełna zrębowa kopuła uzupełniona stropem płaskim, który także w pozostałych pomieszczeniach. Ściany obite pionowymi deskami pomalowanymi na biało i zielono. Zachował się czteropiętrowy kompletny ikonostas z 1794. Carskie wrota z dziesięcioma medalionami. Na ścianach nawy dwa malowane krzyże procesyjne z końca XVIII stulecia. W sanktuarium barokowy ołtarz główny o bogato rzeźbionej nastawie i również rzeźbione tabernakulum. Na wyposażeniu barokowa skrzynia.

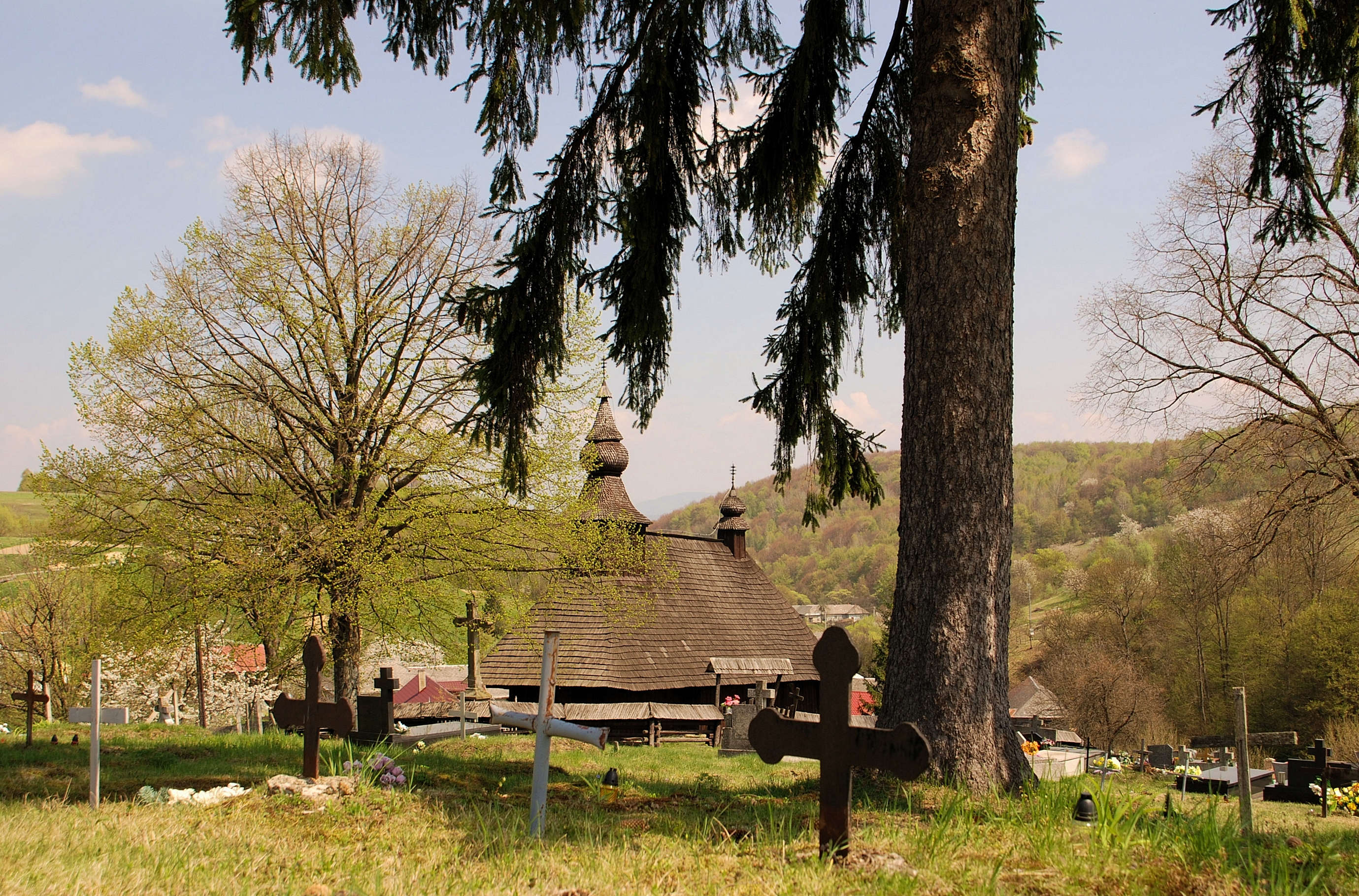
Obok cerkwi-cmentarz
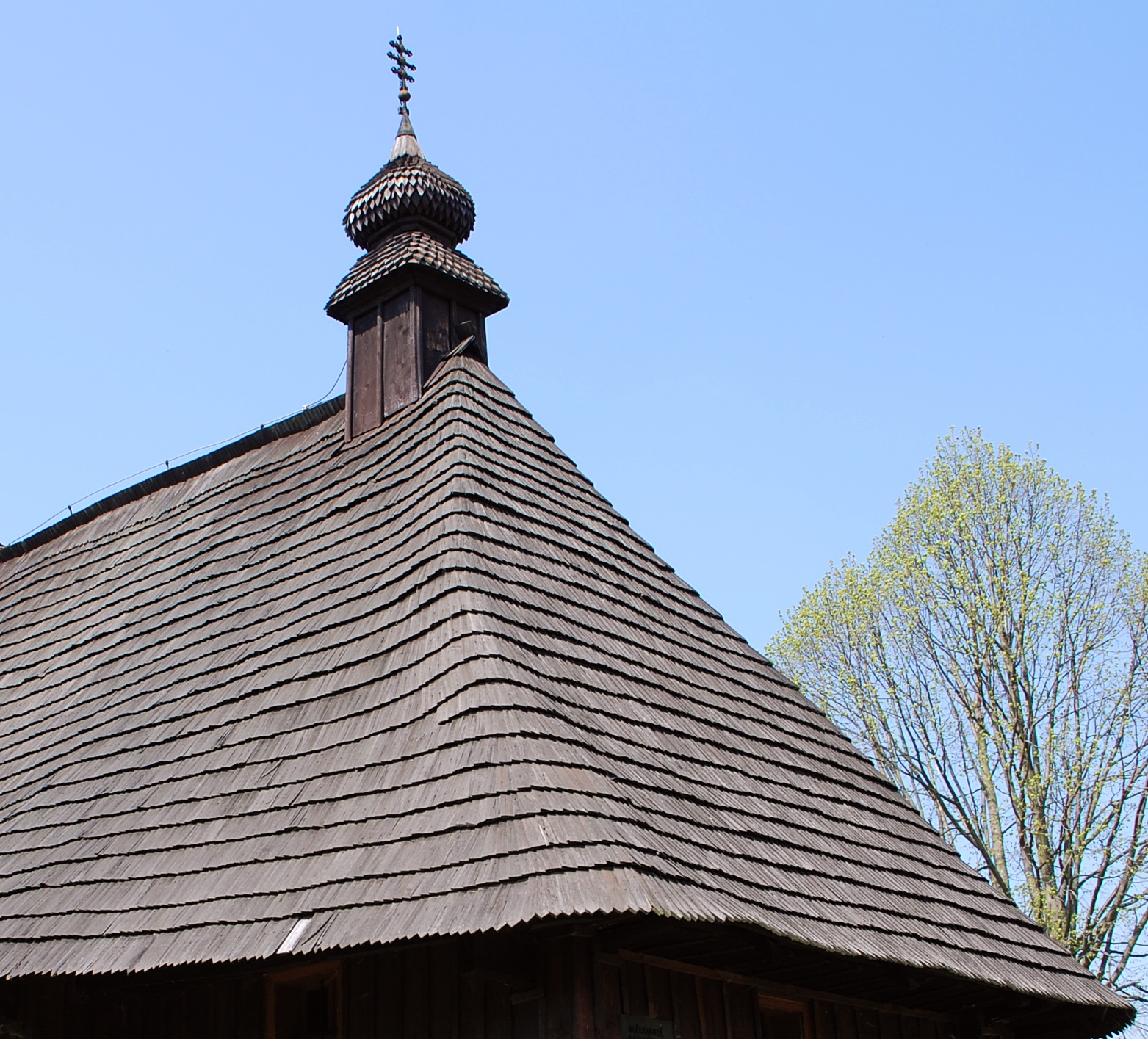
Wieża nad sanktuarium
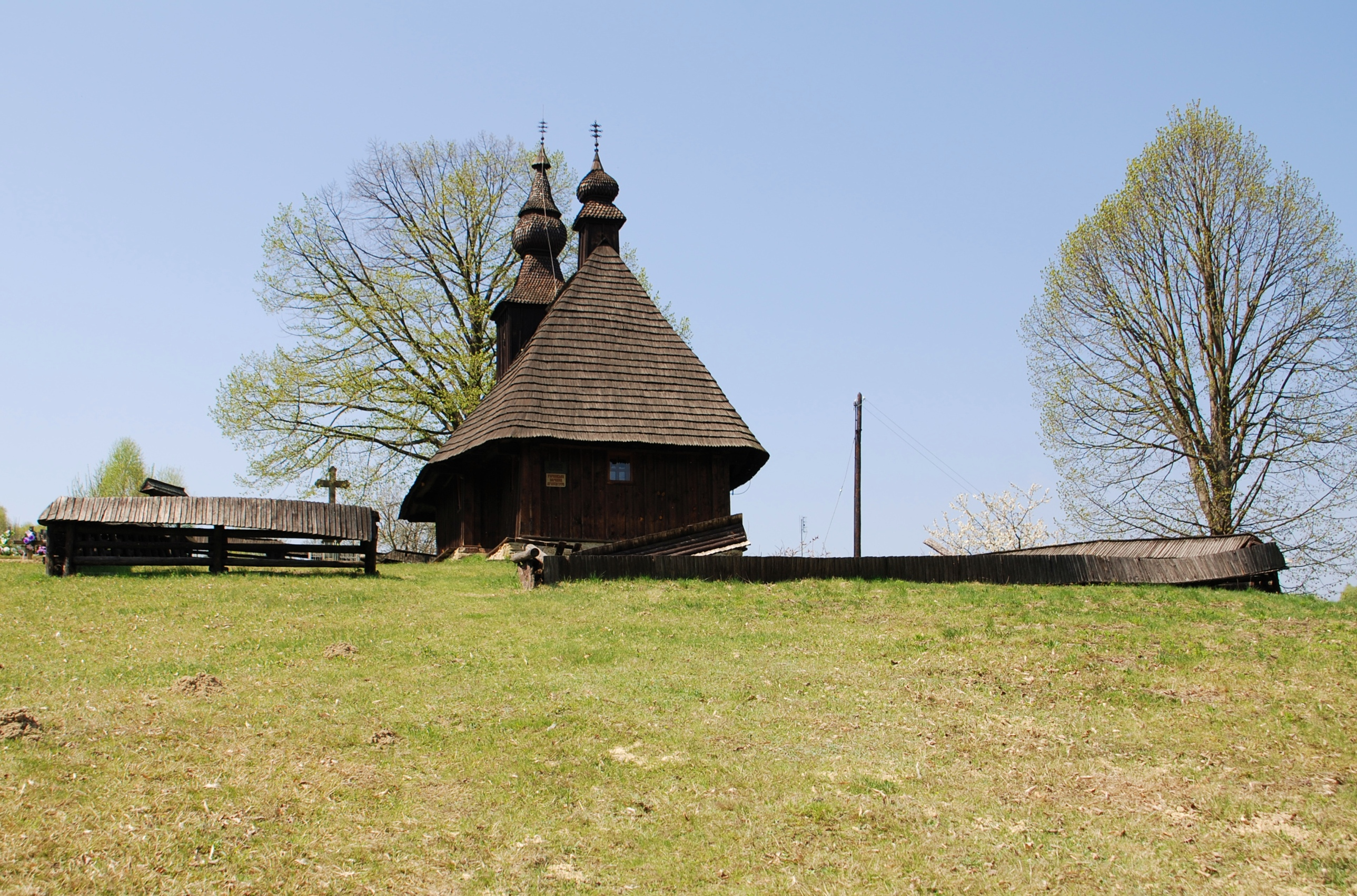
Widok od strony północnej